# Starbucks

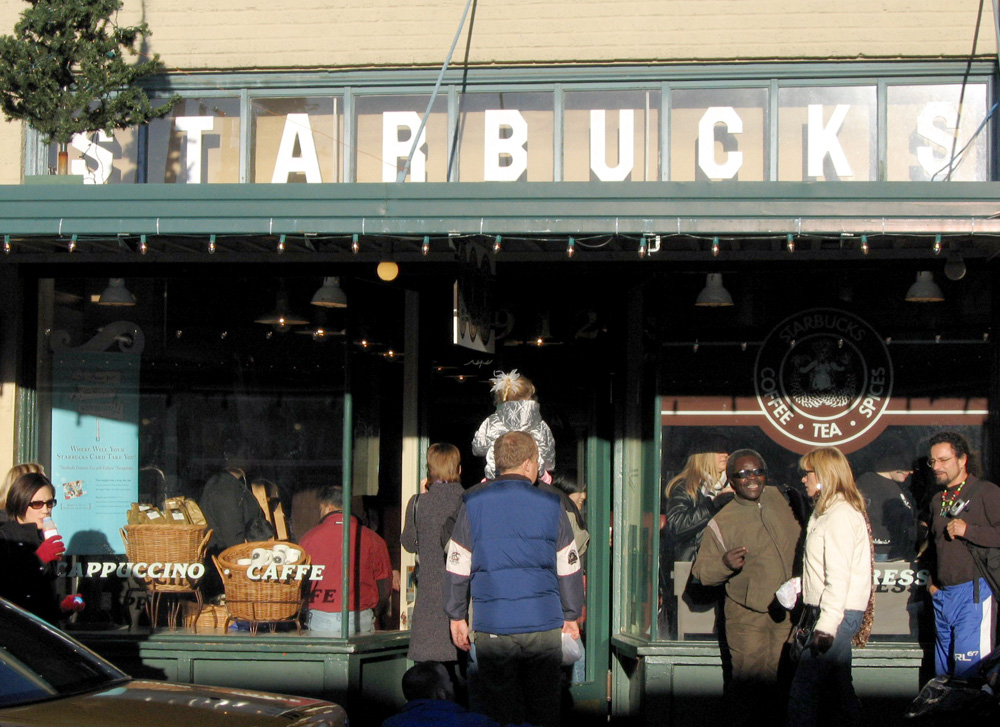
Historicky první Starbucks v americkém Seattlu

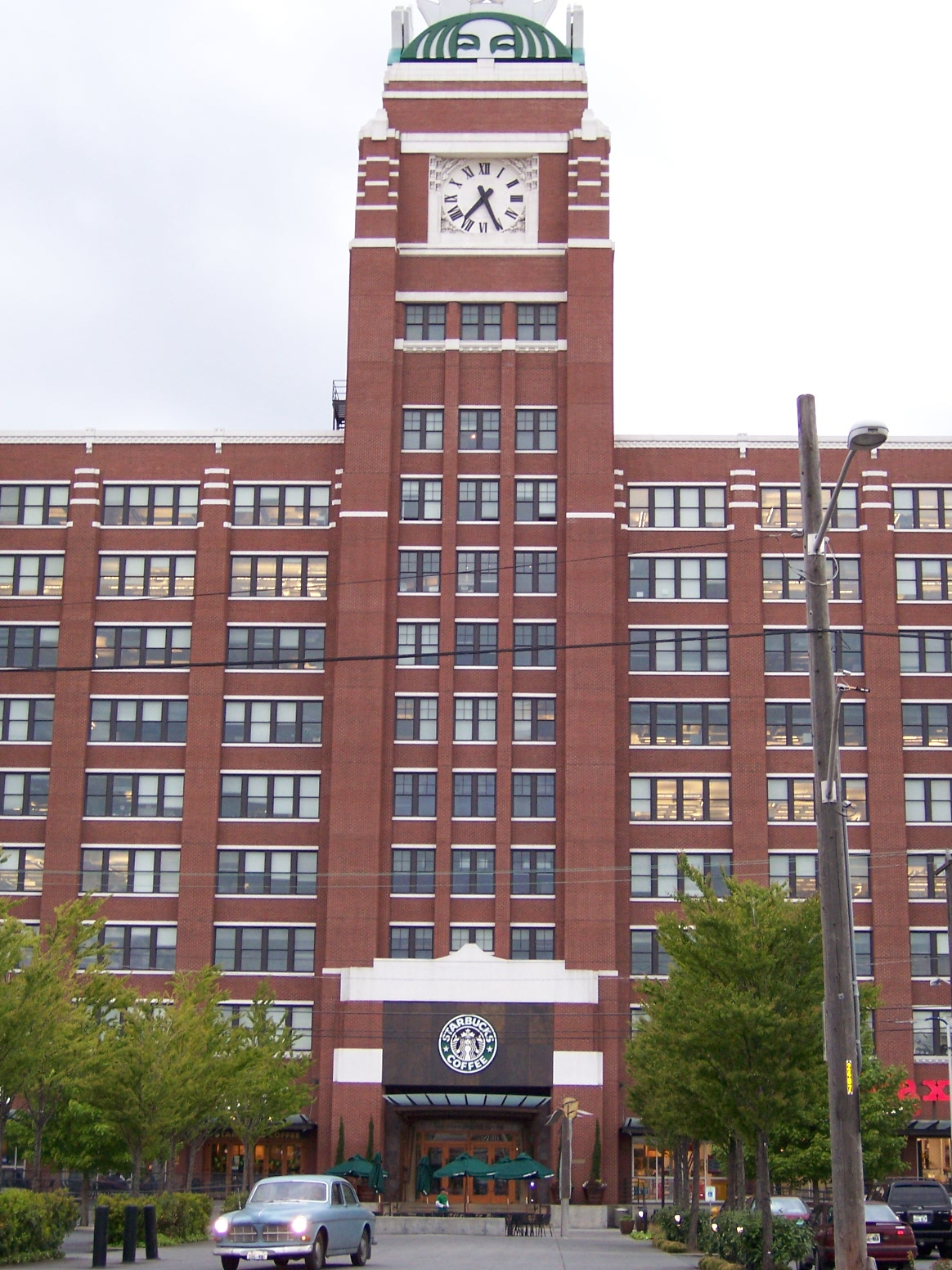
Starbucks Center, sídlo společnosti

Starbucks Corporation je mezinárodní výrobce kávy a největší obchodní řetězec kaváren na světě. Sídlí v Seattlu, v americkém státě Washington. V roce 2023 bylo pod značkou řetězce provozováno přes 38 000 poboček kavárny v 85 zemích světa, z čehož přes 16 000 se nacházelo v USA, téměř 7 000 v Číně, více než 1 900 v Japonsku, téměř 1 500 v Kanadě a téměř 1 300 ve Spojeném království. Asi polovinu z těchto kaváren provozuje společnost sama či prostřednictvím svých dceřiných společností, druhou polovinu pak spravují jiní provozovatelé.
Původně byla společnost založena v Seattlu jako místní pražírna a prodejna kávy, její působnost se ale velice rychle rozšířila. V devadesátých letech řetězec otvíral každý pracovní den novou pobočku, což pokračovalo i na začátku nového tisíciletí. V polovině devadesátých let byla otevřena první zahraniční pobočka v Kanadě a nyní tvoří pobočky mimo Severní Ameriku více než polovinu z celkového počtu.
V České republice provozuje kavárny společnost AmRest Coffee s.r.o., patřící pod společnost AmRest. V roce 2020 zde byla otevřena 50. kavárna v galerii Harfa. 
Kavárny nabízí teplé i studené, kávové i jiné nápoje, pražené kávy, saláty, teplé i studené sendviče, pečivo a drobné občerstvení. Jejich sortiment zahrnuje také hrníčky s obrázky domovských měst poboček nebo různobarevné poháry či termosky s logem společnosti. Prostřednictvím zábavní divize a nahrávací společnosti Hear Music také prodává knihy, hudbu a filmy. Mnoho produktů je nabízeno v rámci sezónní nabídky nebo lokálně s ohledem na umístění pobočky. Na území USA jsou zmrzliny a kávy značky Starbucks k dostání i v samoobsluhách.

## Historie

### Založení
První kavárna Starbucks byla otevřena 30. března 1971 v Seattlu třemi zakladateli – učitelem angličtiny Jerrym Baldwinem, učitelem dějepisu Zevem Sieglem a spisovatelem Gordonem Bowkerem. Inspiroval je podnikatel Alfred Peet, který také podnikal v kávovém průmyslu, a kterého osobně znali. Jméno „Starbucks“ pochází z románu Bílá velryba.
Mezi lety 1971 a 1976 byla první pobočka na 2000 Western Avenue, odkud byla přemístěna roku 1976 na 1912 Pike Place, kde zůstává doteď. V prvním roce činnosti kupovali kávová zrna od společnosti Peet's Coffee & Tea, poté začali nakupovat u pěstitelů.
V roce 1982 se ke společnosti připojil podnikatel Howard Schultz, jenž se stal ředitelem obchodních operací a marketingu. Po výletě do Milána společnosti poradil, že kromě prodeje kávy a espresa by měla prodávat také samotná kávová zrna. Od roku 1967, kdy byl otevřen známý Last Exit on Brooklyn, se Seattle stal vzrůstajícím centrem kávového průmyslu. Společnost tehdy nápad odmítla, jelikož věřila, že kdyby začali podnikat také v tomto odvětví, překáželo by jim to v dosažení jejich primárního cíle. Podle nich byla káva něčím, co mělo být připraveno na místě, přestože zadarmo dávali vzorky předem připravených nápojů. Schultz si však byl jistý, že se dá vydělat i prodejem předem připravených nápojů, a tak v dubnu 1986 začal svůj vlastní řetězec, II Giornale.

### Prodej a expanze
V roce 1984 se původní vlastníci Starbucks, v čele s Jerrym Baldwinem, rozhodli koupit řetězec Peet's Coffee & Tea, a po třech letech, kdy se Baldwin rozhodl, že se chce soustředit pouze na Peet's, prodal Starbucks Howardu Schultzovi. Ten okamžitě přejmenoval všechny kavárny II Giornale na Starbucks a rychle začal svůj řetězec rozšiřovat. První pobočky mimo Seattle otevřel na Waterfront Station ve Vancouveru a v Chicagu ještě v roce 1987. V roce 1992, kdy proběhlo initial public offering, měla společnost už 165 kaváren.

### Expanze do zahraničí
Nyní je řetězec přítomný už v 64 zemích.
| Afrika  | Severní Amerika                                                            | Oceánie                   | Jižní Amerika                                 | Asie | Evropa |
| ------- | -------------------------------------------------------------------------- | ------------------------- | --------------------------------------------- | --- | --- |
| - Egypt | - Bahamy - Kanada - Mexiko - Portoriko - Salvador - Spojené státy americké | - Austrálie - Nový Zéland | - Argentina - Brazílie - Chile - Peru - Aruba | - Bahrajn - Čína - Hongkong - Macao - Filipíny - Indonésie - Japonsko - Jižní Korea - Jordánsko - Katar - Kazachstán - Kuvajt - Libanon - Malajsie - Omán - Saúdská Arábie - Singapur - Spojené arabské emiráty - Tchaj-wan - Thajsko - Turecko - Izrael | - Belgie - Bulharsko - Česko - Dánsko - Francie - Irsko - Kypr - Maďarsko - Německo - Nizozemsko - Polsko - Portugalsko - Rakousko - Rumunsko - Řecko - Slovensko - Spojené království - Jersey - Ostrov Man - Španělsko - Švédsko - Švýcarsko |
|         |                                                                            |                           |                                               | - Bahrajn - Čína - Hongkong - Macao - Filipíny - Indonésie - Japonsko - Jižní Korea - Jordánsko - Katar - Kazachstán - Kuvajt - Libanon - Malajsie - Omán - Saúdská Arábie - Singapur - Spojené arabské emiráty - Tchaj-wan - Thajsko - Turecko - Izrael | - Belgie - Bulharsko - Česko - Dánsko - Francie - Irsko - Kypr - Maďarsko - Německo - Nizozemsko - Polsko - Portugalsko - Rakousko - Rumunsko - Řecko - Slovensko - Spojené království - Jersey - Ostrov Man - Španělsko - Švédsko - Švýcarsko |

První pobočka mimo Severní Ameriku byla otevřena roku 1996 v Tokiu. V roce 1998 pak vtrhla na trh Spojeného království, kde zakoupila za 83 milionů dolarů řetězec 60 kaváren Seattle Coffee Company a přejmenovala jej na Starbucks. V září 2002 Starbucks vstoupili do Latinské Ameriky, první obchod stál v Mexico City. V srpnu 2003 se pobočka v Limě stala první kavárnou Starbucks v Jižní Americe. V listopadu 2010 byla pak otevřena první kavárna Starbucks Střední Ameriky, a to ve městě San Salvador v Salvadoru.
V dubnu 2003 společnost dokončila koupi řetězců Seattle's Best Coffee a Torrefazione Italia od AFC Enterprises, čímž pozvedla celkový počet svých poboček na více než 6 400. 14. září 2006 její rival Diedrich Coffee oznámil, že prodá většinu svých kaváren společnosti Starbucks. Koupě zahrnovala také oregonský řetězec Coffee People, který patřil společnosti Diedrich Coffee. Jedinou pobočkou, která nebyla v koupi přeměněna na Starbucks, byla kavárna Coffee People na letišti v Portlandu, která nebyla v obchodu zahrnuta.
Starbucks má své pobočky také v mnoha knihkupectvích, mezi které patří řetězce Barnes & Noble v USA, Chapters v Kanadě, Livraria Saravia a Fnac v Brazílii a B2S v Thajsku.
V červenci 2007 musela společnost uzavřít svou pobočku v bývalém císařském paláci v Pekingu, jelikož už od jejího otevření v roce 2000 se vyskytovaly protesty hlásající, že americká pobočka na takovém místě pošlapává čínskou kulturu. Ve stejný rok společnost zrušila své plány expandovat do Indie, ale naopak otevřela první kavárnu v Rusku, kde si zarezervovala ochrannou známku už deset let dopředu. V roce 2008 expanze pokračovala a společnost vstoupila na trhy v Argentině, Belgii, Bulharsku, České republice a Portugalsku. V argentinském Buenos Aires otevřela největší pobočku v Latinské Americe. V dubnu 2009 Starbucks vstoupila na polský trh a oznámila, že bude otevírat nově také v Alžírsku. V srpnu 2009 začalo působení společnosti v Nizozemsku, kde otevřela kavárnu v Utrechtu, o dva měsíce později vstoupila na švédský trh s pobočkou na letišti Stockholm-Arlanda. V červnu 2010 společnost otevřela svou první pobočku v Budapešti.
V květnu 2010 oznámil hotelový řetězec Southern Sun Hotels South Africa dohodu se Starbucks na výrobu kávy ve vybraných hotelech Southern Sun a Tsonga Sun v Jižní Africe. Starbucks navíc uspořádala začátek této dohody na dobu, kdy v zemi probíhalo fotbalové mistrovství světa.
Společnost plánuje otevření nových poboček v Africe, po Egyptě a JAR je na řadě Alžírsko, kde po dohodě se společností Cevital otevře pobočku v Alžíru.
V únoru 2011 začala společnost oficiálně prodávat svou kávu v Norsku, aniž by zde otevřela jedinou pobočku. Místo toho se rozhodla dodávat své výrobky norským supermarketům.
V lednu 2011 vyvinula společnost ve spolupráci s největším kávovým plantážníkem Asie, společností Tata Coffee, plán na expanzi do Indie. Společnost podle zdrojů plánuje otevření několika poboček v hotelech a v prodejních místech společnosti Tata Coffee, navíc má být zdejší káva nedovozová, jelikož bude vyráběna v továrně Tata Coffee v Kodagu.
V březnu 2011 společnost expandovala do Guatemaly a v říjnu stejného roku otevřela svou pětistou pobočku v Číně, která byla otevřena na terminálu 3, v hale mezinárodních odletů na pekingském letišti. Jedná se už o sedmou kavárnu Starbucks na letišti. Do roku 2015 chce společnost expandovat na 1 500 poboček v Číně.

### Kavárny v Česku

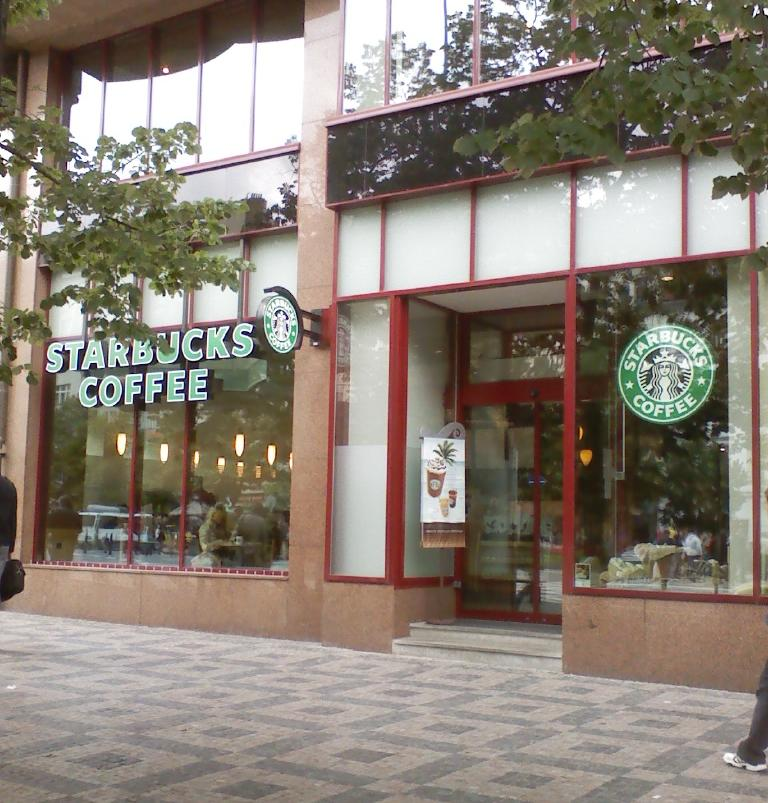
Starbucks v Praze na Václavském náměstí

V lednu 2008 byla otevřena první kavárna Starbucks v Česku, nacházející se v Grömlingovském paláci na Malostranském náměstí v Praze, tradičním kavárenském místě, kde dříve sídlila Malostranská kavárna. V prosinci 2018 měl řetězec Starbucks v Česku 40 poboček.
V roce 2020 Starbucks expandoval do dalších českých měst včetně Teplic a Karlových Varů. V listopadu roku 2022 se k více než padesáti kavárnám přidá také pobočka v Jihlavě. 
Od roku 2021 všechny české kavárny připravují čerstvě rozpékané pečivo. 
Kromě tradičních provozoven Starbucks se v Česku nachází také pobočka Starbucks Reserve, která se zaměřuje na alternativní způsoby přípravy kávy a prodej exkluzivních produktů, které v obvyklých provozovnách k dostání nejsou. Ta se nachází na pražském Jungmannově náměstí.
Od listopadu 2022 nabízí všechny pobočky v České republice bezplatně všechny alternativy kravského mléka, mezi nimiž nechybí ani ovesný, sójový, mandlový či kokosový nápoj. 

### Experiment s restauracemi
V roce 1999 Starbucks zkoušela provozovat jídelny v oblasti San Francisca, kde otevřela řetězec restaurací zvaný Circadia. Mnoho úspěchů však nový řetězec nepřinesl, a tak byl brzy uzavřen a všechny pobočky byly přeměněny na kavárny Starbucks.

### Řízení společnosti

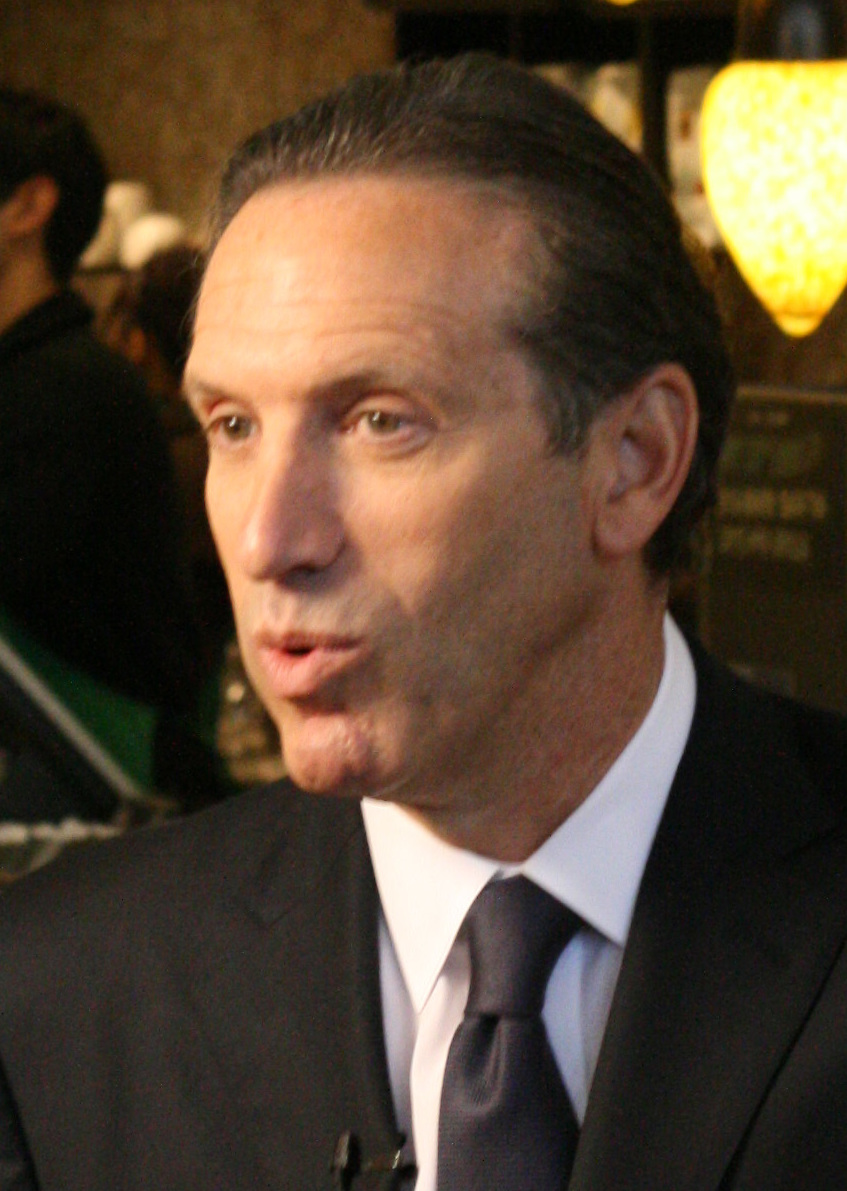
Bývalý CEO společnosti Howard Schultz.

Mezi lety 2001 a 2005 byl prezidentem a CEO společnosti Orin C. Smith, který je nyní ředitelem The Walt Disney Company.
Bývalý předseda společnosti Howard Schultz mluvil o tom, že se snaží, aby vzrůst společnosti neničil její kulturu, a že jeho cílem je, aby se chovala jako malá společnost.
V lednu 2008 Schultz po osmileté přestávce přebral roli prezidenta a CEO od Jima Donalda, který nastoupil v roce 2005 a po dvou letech byl požádán o odstoupení kvůli zpomalení obchodů. Analytici tvrdí, že Schultz musí najít způsob, jak se vypořádat jak s velkými cenami surovin, tak s konkurencí levných řetězců občerstvení, mezi které patří McDonald's a Dunkin' Donuts. Poté společnost oznámila, že už nebude dále prodávat teplé snídaně v podobě sendvičů, aby se vrátila ke kávě, přesto ponechá sendviče ve své nabídce. 23. února 2008 byly všechny kavárny zavřeny už od půl šesté místního času za účelem výcviku barmanů.

### Nedávné změny
V březnu 2008 Schultz oznámil akcionářům, že zavádí moderní systém pro vaření espresa Mastrena od švýcarské společnosti Thermoplan, čímž nahradil starší systém na espreso. Schultz dále oznámil, že chce proniknout na trh s energy drinky. Společnost zároveň koupila výrobce překapávačů Clover, společnost The Coffee Equipment Company. Momentálně společnost zkouší Clover, a to ve třech pobočkách v Seattlu a v dalších třech v Bostonu.
V roce 2007 přestala společnost používat mléko od krav s hormonem rBGH.
Na začátku roku 2008 společnost spustila komunitní webovou stránku My Starbucks Idea, kde sbírá doporučení a hodnocení od zákazníků, o kterých se dá hlasovat a komentovat. Novinář Jack Schofield ohodnotil stránku tak, že se zdá být velice prospěšná, avšak by nebyla uskutečnitelná bez velké dávky cenzury. Stránku provozuje software od společnosti salesforce.com.
V květnu 2008 společnost zahájila svůj program výhod pro registrované uživatele karty Starbucks Card, ve kterém jsou výhody jako bezplatné připojení k bezdrátovému internetu, bezplatné sójové mléko a ochucené sirupy a bezedný šálek překapávané kávy. Připojení k internetu se liší podle regionu. V USA se jedná o připojení na dvě hodiny k AT&T, v Kanadě stejně dlouhé u poskytovatele Bell Canada. V Německu to jsou také dvě hodiny, přes BT Openzone, a ve Švýcarsku a Rakousku pouze půl hodiny s voucherovou kartou, přes T-Mobile.
V červnu 2009 společnost oznámila, že přepracuje své menu a začne prodávat saláty a pečivo bez kukuřičného sirupu s vysokým obsahem fruktózy a bez dalších umělých ingrediencí. Tah by měla přitáhnout do kaváren jak lidi, co se obávají o své zdraví, tak ty, co nechtějí utratit hodně peněz, jelikož nedojde ke změně ceny. Minimálně tři pobočky v Seattlu přišly o své logo i nápis Starbucks, aby vypadaly co nejvíce jako místní kavárny. První kavárnou byla 15th Avenue Coffee and Tea, která byla přejmenována poté, co zaměstnanci společnosti provedli výzkum okolních kaváren. Prodává se zde i víno a pivo a plánují se živá hudební vystoupení a čtení poezie. Tah byl kritizován jako „local-washing“, tedy místní přeprání zavedené značky.
V září 2009 začala společnost poskytovat bezplatné wifi připojení také ve Spojeném království, kde rovněž spolupracuje s BT Openzone. Připojení je možné s kartou Starbucks Card a řadí zákazníky ze Spojeného království na úroveň těch amerických, alespoň co se výhod týče. V červenci 2010 plánovala společnost poskytnutí wifi ve všech svých amerických pobočkách, ve spolupráci s Yahoo!, především aby mohla konkurovat ostatním řetězcům s občerstvením, hlavně řetězci McDonald's, který už na začátku roku 2010 začal nabízet bezplatné wifi ve všech svých restauracích. Ve stejném měsíci také začala nabízet neomezený bezplatný wifi internet ve všech kanadských kavárnách.
Na podzim roku 2010 společnost znovu otevřela jednu kavárnu v Seattlu, která je známá jako první místo, kde se projeví změny uskutečněné společností. Celý interiér byl předělán a veprostřed pobočky se nacházely stroje na espreso, aby bylo vytvořeno to, čemu společnost říká „kávové divadlo“. Pobočka navíc nabízí vína ze Severozápadu USA.

### Instantní káva VIA „Ready Brew“
V březnu 2009 společnost představila svůj nový výrobek, balíčky instantní kávy VIA „Ready Brew“. Poprvé se výrobek objevil v New York City, ale zároveň šel do testování v Seattlu, Chicagu a Londýně. Prvními dvěma příchutěmi kávy byly Italian Roast a Kolumbie, které při uvedení na americký a kanadský trh v říjnu 2009 společnost podporovala slepým testem chuti, který porovnával instantní a čerstvě praženou kávu. Většina účastníků však žádný rozdíl mezi kávami nepoznala, někteří analytici ale dále tvrdili, že společnost tímto tahem znehodnocuje svou značku. Po úspěšném spuštění produktu na trh ještě společnost představila dvě další příchuti, Italian Roast bez kofeinu a sladkou variantu, kterou nazvala „mraženou“. V říjnu 2010 společnost rozšířila výběr novými příchutěmi, a to vanilkovou, karamelovou, skořicovou a moka. Krátce poté uvedla na trh dočasně Vánoční Směs (Christmas Blend) a také její variantu bez kofeinu. V březnu 2011 při příležitosti čtyřicátých narozenin společnosti byla uvedena limitovaná směs Tribute Blend VIA.

### Uzavření poboček
V roce 2003 společnost uzavřela všech šest poboček v Izraeli, což zdůvodnila stálými provozními potížemi a obtížným obchodním prostředím.
Na začátku července 2008 oznámila uzavření šesti set málo vydělávajících poboček a také zrušení expanze ve Spojených státech v důsledku rostoucí ekonomické nejistoty. O měsíc později také zrušila téměř tisíc pracovních míst, čímž se snažila o znovuposílení značky a zvýšení výdělků. Ze zrušených pracovních míst jich bylo 550 nečinných. Tato opatření ukončila dobu neustálého vzrůstu a expanze společnosti, která začala v polovině devadesátých let.
V červenci 2008 společnost rovněž oznámila, že do srpna uzavře 61 z 84 poboček v Austrálii. Nick Wailes, expert v oblasti strategického managementu z University of Sydney, to objasnil tím, že se společnosti nepovedlo pochopit australskou kávovou kulturu.[zdroj?]
Na konci ledna 2009 bylo oznámeno uzavření dalších tří set málo vydělávajících kaváren a zrušení 7 000 pracovních míst. CEO Howard Schultz navíc oznámil, že od vedení obdržel souhlas se snížením svého vlastního platu.[zdroj?] V době uzavírání poboček přišlo ve Spojených státech o práci u Starbucks 18 400 lidí, zatímco bylo uzavřeno 977 kaváren po celém světě.
V srpnu 2009 oznámila společnost Ahold uzavření přejmenování třiačtyřiceti ze svých licencovaných kiosků Starbucks v amerických obchodních řetězcích Stop & Shop a Giant-Landover. Ahold ale ještě nevyřadil značku Starbucks ze svých supermarketů, do konce roku 2009 totiž otevřel pět nových kiosků.

### Neoznačené kavárny
V roce 2009 minimálně tři pobočky v Seattlu přišly o své logo i nápis Starbucks, aby vypadaly co nejvíce jako místní kavárny. CEO Howard Schultz o nich řekl, že je považuje za laboratoř, kde bude společnost testovat nové nápady. První kavárnou byla 15th Avenue Coffee and Tea, která byla otevřena v červenci 2009 ve čtvrti Capitol Hill poté, co zaměstnanci společnosti provedli výzkum okolních kaváren. Prodává se zde i víno a pivo a plánují se živá hudební vystoupení a čtení poezie. Tah byl kritizován jako „local-washing“, tedy cenzura značky, čemuž Schultz oponoval tím, že je nechce skrýt, ale že zde chce zkoušet věci, o kterých neví, zda jsou pro Starbucks odpovídající.

### Bombový atentát v New Yorku roku 2009
Přibližně v půl čtvrté ráno 25. května 2009 byl na kavárnu Starbucks v Upper East Side, v Manhattanu, spáchán bombový atentát. Byla použitá malá improvizovaná výbušnina a poškození bylo omezeno na okna kavárny a lavičku před budovou, nikdo neutrpěl žádná zranění. Obyvatelé bytů nad místem atentátu byli nakrátko evakuováni. Policisté věřili, že za atentát může sériový atentátník působící v Manhattanu, jelikož bylo podobné dřívějším explozím u britského a mexického konzulátu a u náborového střediska americké armády na Times Square. V červenci 2009 byl ale zatčen sedmnáctiletý muž, který vyhlásil, že vyhodil pobočku do povětří, aby napodobil film Klub rváčů.

### Koupě řetězce Peet's
Několik novinových zdrojů, včetně Financial Times a týdeníku BusinessWeek, uvedlo, že společnost Peet's Coffee & Tea se ocitla v diskusích, po kterých může být prodána společnosti Starbucks. Obě strany však zprávu vyvrátily.

## Duševní vlastnictví
Starbucks U.S. Brands, LLC, je společnost vlastněná společností Starbucks, která momentálně drží přibližně 120 patentů a ochranných známek společnosti Starbucks Coffee Company. Její sídlo se nachází na 2525 Starbucks Way v Mindenu v Nevadě.

### Název
Společnost nese své jméno po Starbuckovi, prvním důstojníkovi lodi Pequod kapitána Achaba v románu Bílá velryba, a také po těžebním táboře z přelomu století, který se nacházel pod Mount Rainier a jmenoval se Starbo. Podle knihy Howarda Schultze však nebylo jméno převzato tak, jak by lidé očekávali. Gordonu Bowkerovi se líbilo jméno Pequod, které patřilo jedné lodi z románu, a jeho společník Terry Heckler reagoval tak, že nikdo přece nebude pít šálek kávy s tak podivným jménem a vymyslel jméno Starbo. Smíchání těchto dvou nápadu později vyústilo v název Starbucks, jelikož Starbuck byl prvním důstojníkem právě na lodi Pequod.

### Logo
V roce 2006 tisková mluvčí společnosti Valerie O'Neil řekla, že logo je obrázkem sirény s dvěma ocasy. Jak čas běžel, logo se dočkalo několika významných změn. Jeho první verze byla založena na norském dřevořezu z šestnáctého století a siréna byla nahoře bez s plně viditelným dvojitým rybím ocasem. Textura obrázku nebyla příliš dobrá, takže byla často zaměňována s meluzínou. Ve druhé verzi, která vznikla roku 1987, byla její prsa přikryta jejími vlasy, ale stále jí byl vidět pupek. Ocasní ploutev byla trochu zkrácena a primární barva byla změněna ze hnědé na zelenou, s ohledem na Bowkerovu alma mater, University of San Francisco. Ve třetí verzi není kromě prsou vidět ani pupek, a jedinou známkou, že se jedná o sirénu, je tak její ocasní ploutev. Původní dřevěné logo bylo přemístěno do sídla společnosti v Seattlu.
Na začátku září 2006 a na začátku roku 2008 společnost znovu dočasně zavedla své původní hnědé logo, a to na papírových kelímcích. Podle společnosti se jednalo o ukázání jejího severozápadního dědictví a o oslavu 35 let Starbucks. Starobylé logo vytvořilo kontroverzi kvůli obnaženým prsům sirény, ale média kontroverze zajímala jen krátkou dobu. Logo bylo také pozměněno v roce 2000, kdy pro saúdskoarabský trh, na který právě vstoupila, zmizela z loga celá siréna a zůstala jen její koruna. Sloupkař The Washington Post, Colbert I. King, získal za sloupek o této změně z roku 2002 Pulitzerovu cenu. O tři měsíce později společnost oznámila, že bude v zemi používat své mezinárodní logo.
V lednu 2011 společnost oznámila, že zmizí nápis Starbucks Coffee okolo sirény, jejíž obrázek bude navíc zvětšen.

### Parodie a porušení zákona
Logo Starbucks je častým předmětem parodií a imitací, proti jejichž autorům společnost zasahuje právní cestou. V roce 2000 společnost zažalovala sanfranciského karikaturistu Kierona Dwyera za porušení ochranné známky, když vytvořil parodii na logo Starbucks a umístil ji na obal jednoho ze svých komiksů, později také na hrnky, trička a samolepky, které prodával na své internetové stránce a na komiksových výstavách. Dwyer myslel, že jako parodie je jeho dílo chráněno americkým zákonem jako na základě svobody projevu. Případ byl nakonec vyřešen mimo soud, jelikož Dwyer přiznal, že nemá dostatek financí, aby se mohl soudit se společností. Soudce uznal, že jako parodie je dílo chráněno zákonem, ale jelikož je podobné logu Starbucks, nesmí z něj mít žádné výdělky. Nyní tedy může obrázek ukazovat, ale nesmí jej prodávat. V podobném, o rok starším případě, společnost žalovala newyorský obchod se samolepkami, který prodával logo Starbucks s nápisem „fuck off“. V roce 2005 byla do vlastnictví společnosti převedena internetová stránka určená ke znetvoření loga Starbucks, která ale byla od té doby obnovena pod jinou doménou. Americké křesťanské knihovny a internetové stránky prodávají trika s logem Starbucks, na kterém je místo sirény Ježíš a nápis „sacrificed for me“.
V roce 2006 společnost vyhrála případ proti šanghajskému řetězci Xingbake, který měl zelenobílé logo s nápisem, který byl foneticky podobný názvu Starbucks. V roce 1997 si společnost zaregistrovala ochrannou známku v Rusku a o pět let později jeden ruský právník dosáhl jejího zrušení v zemi. Později na stejné jméno registroval svou moskevskou společnost a v listopadu 2005 chtěl známku prodat Starbucks za 600 tisíc dolarů, zákon mu to však nedovolil. V roce 2006 bylo používání jména Starbucks zakázáno také Samu Buckovi, majiteli kavárny v Oregonu.
V roce 2003 poslala společnost dopis vyzývající k uzavření provozu kavárně „HaidaBucks Coffee House“ v Massetu v Britské Kolumbii, kterou vlastnila skupina příslušníků kmene Hajdů, které se přezdívalo „bucks“. Společnost byla za tento tah kritizována a poté, co „bucks“ vyškrtli ze svého názvu „Coffee House“, stáhla svou výzvu.
Některé případy ale společnost prohrála. Například v roce 2005 prohrála soudní řízení s malým jihokorejským prodejcem kávy, který své pobočky provozuje pod jménem Starpreya. Vlastník, společnost Elpreya, tvrdila, že svůj řetězec pojmenovala po norské bohyni Freye, jejíž jméno změnila za účelem zjednodušení výslovnosti pro Korejce. Soud později vyvrátil tvrzení Starbucks, že logo korejského řetězce je příliš podobné logu Starbucks. Vlastník baru v texaském Galvestonu vyhrál soudní řízení o značku Star Bock Beer, kterou mu po dlouhém sporu mu nejvyšší soud v roce 2007 povolil používat, ale pouze uvnitř města Galveston.
Mezi momentálně probíhající soudní řízení patří to s týmem roller derby Rat City Rollergirls, které je z roku 2008 a týká se loga týmu. Společnost tvrdí, že logo se příliš podobá logu Starbucks, kteří tedy požádali o prošetření kauzy s možností poslání stížnosti na úřad chráněných známek. Společnost se také pustila do indického podniku s kosmetikou, který chtěla Shahnaz Husain registrovat pod jménem Starstruck pro řetězec obchodů s kávou a čokoládovou kosmetikou.
Některé společnosti, jako například jeden pákistánský prodejce kávy v roce 2003 a jeden kambodžský o šest let později použili loga Starbucks v reklamách, ale tvrdí, že vše provedli v souladu se zákonem.

## Společenská odpovědnost
Definice globální zodpovědnosti podle společností zní tak, že „podniká tak, aby vznikaly společenské, environmentální a ekonomické výhody pro obce, ve kterých podniká, a pro držitele akcií společnosti“. Své programy týkající se společenské odpovědnosti komentuje tak, že „zaváděním inovačních, na cenách postavených obchodních praktik, přispívá růstu a odolnosti společnosti, vytváří společenské, environmentální a ekonomické výhody pro obce globálně, zlepšuje reputaci společnosti a umožňuje Starbucks být skvělou společností s jednou s nejuznávanějších značek světa“. Společnost vydává každoroční zprávu o společenské odpovědnosti.

### Životní prostředí
V roce 1999 společnost začala program zvaný „Grounds for your Garden“, jehož účelem je vydat každému, kdo má zájem, kávové zbytky pro kompost. Přestože ne všechny obchody nebo oblasti tuto praktiku umožňují, zákazníci si ji mohou vyžádat.
V roce 2004 začala společnost snižovat velikost papírových ubrousků a odpadkových pytlů a také snížila své roční výdaje odpadků o 816,5 metrických tun. V roce 2008 se společnost umístila na patnáctém místě na žebříčku americké agentury pro ochranu životního prostředí vyhlašujícím 25 nejlepším partnerům „zelené“ energie, kteří využívají obnovitelných zdrojů energie.
V říjnu 2008 informoval deník The Sun, že Starbucks plýtvají 23,4 milionu litrů vody denně tím, že nechávají stále otevřené kohoutky ve dřezech pro špinavé nádobí v každé z kaváren, což je ale často požadováno vládním kodexem veřejného zdraví.
V červnu 2009 společnost reagovala tím, že přehodnotila svůj systém umývání nádobí. O tři měsíce později zavedla v amerických a kanadských pobočkách nový vodu šetřící systém, který navíc splňuje vládní požadavky. V každé pobočce se tak denně ušetří až 568 litrů vody.

#### Recyklace
Správa potravin a léčiv dala společnosti vůbec první povolení k recyklování použitých kávových kelímků na nové. V roce 2005 společnost získala cenu za recyklaci od Národní recyklační koalice.
V roce 2007 společnost zakoupila pro své severoamerické pobočky 2,5 bilionu kelímků, z nichž 10 procent nebylo recyklovatelných kvůli plastovému obkladu, který zabraňuje jak prosakování, tak recyklaci. Ve většině oblastí se nedají recyklovat ani plastové kelímky pro chladné nápoje. Původně byly vyráběny z plastu č. 1, kterým je polyethylen tereftalát (PETE), ale později to bylo změněno na plast č. 5, kterým je polypropylen (PP). Dřívější typ byl na rozdíl od novějšího recyklovatelný ve většině regionů Spojených států. Nyní společnost uvažuje o vyzkoušení rozkladatelného materiálu místo plastů a testuje kompostování nynějších kelímků. Výjimkou jsou kavárny v kanadském Winnipegu, kde kelímky recykluje a kompostuje místní firma Wriggler's Wranch. Většina poboček Starbucks ještě nemá recyklační koše, v roce 2007 totiž recyklovala jakékoli materiály pouze třetina kaváren. Od té doby se ale recyklační koše objevily ve spoustě dalších poboček, někde za jejich nepřítomnost může nedostatek místa pro skladování recyklovaných materiálů. Allen Hershkovitz z Rady pro obranu přírodních zdrojů říká, že společnost odůvodnila to, že pouze 10% z používaných materiálů je recyklovaných, jelikož recyklovaný materiál je dražší.
Společnost dává zákazníkům slevu 10 centů, když si přinesou vlastní znovu použitelný šálek na kávu. Nyní také používá vlnitá víka plastových kelímků na kávu, která jsou vyrobena z 60 procent recyklovaných vláken.

### Fair trade
V roce 2000 společnost zahájila prodej výrobků „fair trade“, kam patřilo 6 procent ze 136 tisíc metrických tun kávy koupené v roce 2006.
Společnost udává, že roku 2004 zakoupila 2 180 metrických tun „fair trade“ kávy a o rok později hned 5 220, čímž se stala největším kupcem „fair trade“ kávy na americkém trhu.
Všechno pražené espreso prodané na Britských ostrovech bylo stoprocentně „fair trade“. Z této kávy se poté vyrábí capuccino a latte.
Skupiny, jako například Global Exchange, nabádají společnost ke zvýšení svých koupí na trhu „fair trade“.
Společnost udává, že za koupenou kávu platí větší než obvyklé ceny, a to 2,64 amerického dolaru za kilogram vysoce kvalitního zrna.
Po dlouho trvajícím sporu mezi společností a Etiopií, Starbucks souhlasili a začali podporovat etiopskou kávu. Podle jednoho článku v BBC NEWS je známé etiopské vlastnictví populárních kávových plantáží, jako jsou Harrar a Sidamo, přestože nejsou zaregistrované. Etiopie bojovala za jejich uznání především proto, aby pomohla chudým farmářům získat peníze. Starbucks v roce 2006 kupovali etiopskou kávu za 2,64 amerického dolaru za kilogram, ale po dopravě, zpracování a dalších nákladech stoupla její cena na zhruba 20 dolarů za kilogram. Od srpna 2010 ji společnost prodává pouze na svých internetových stránkách.

### Voda Ethos

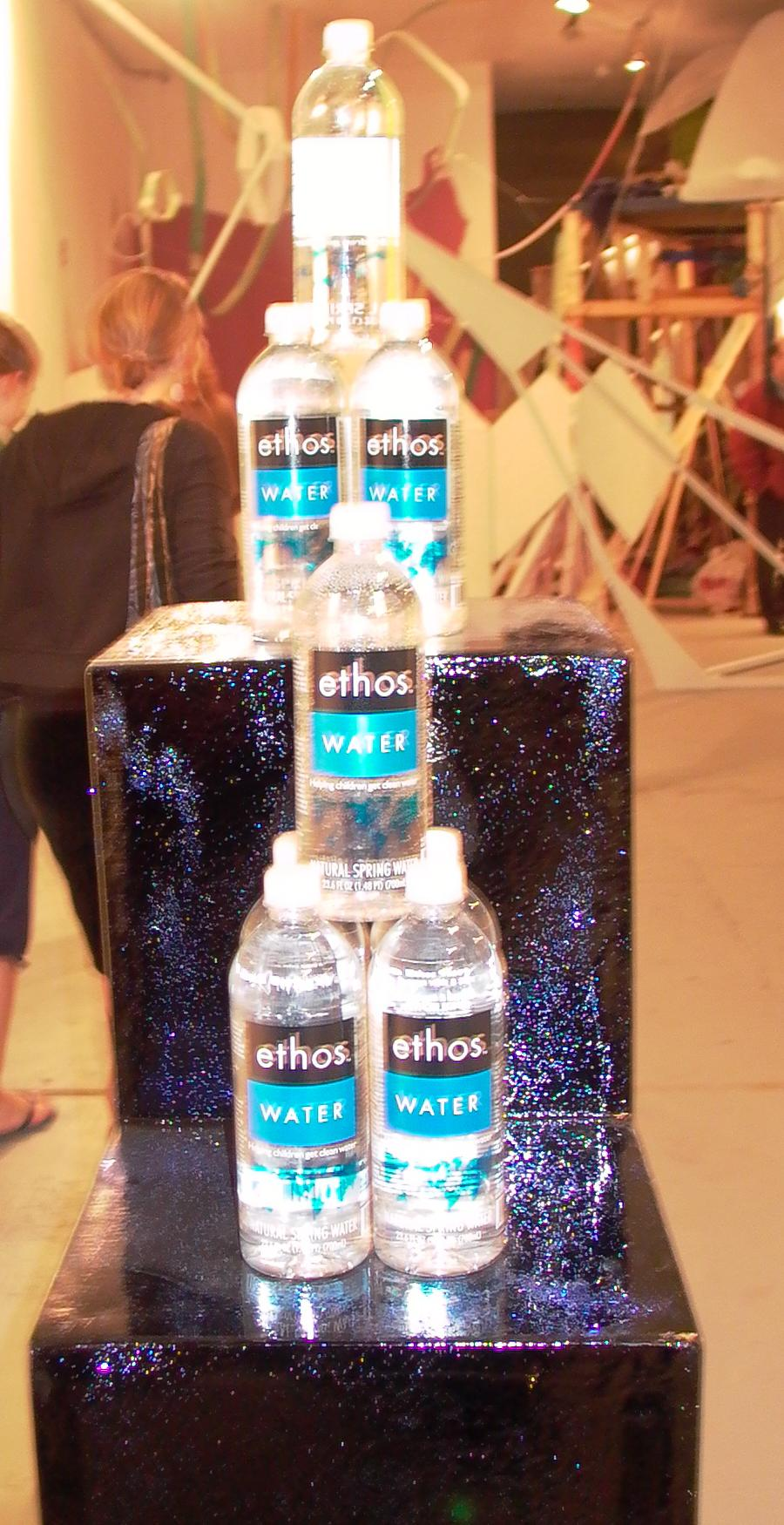
Voda značky Ethos Water.

Ethos Water, značka vody zakoupená společností roku 2005, je prodávaná na pobočkách v Severní Americe. Etikety na lahvích hlásají, že voda „pomáhá zajistit dětem čistou vodu“, čímž upozorňuje na fakt, že 5 centů (v Kanadě 10 centů) z každé lahve, která stojí 1,80 dolaru, společnost věnuje na čistění vodních zdrojů v rozvojových oblastech. Přestože voda takto nasbírala už přes 6 milionů dolarů, stále není charitou. Někteří kritici hlásají, že právě etiketa vody úmyslně plete zákazníky, aby si mysleli, že se jedná o charitativní organizaci, přičemž se jedná o výdělkovou organizaci a 97,2 % ze všech příjmů neputuje do projektů na čistění vody. Zakladatelé značky reagují tím, že se snaží pozvednout uvědomění o situaci vodních zdrojů ve třetím světě a pomáhá společensky odpovědným lidem zapojit se do projektu. Společnost od té doby předělala design americké etikety, která nyní udává přesnou částku, která poputuje do projektu.

### Product Red
V listopadu 2008 začala společnost prodávat zboží projektu Product Red, čímž umožnila léky na AIDS pro 3 800 lidí ročně. Z každého nákupu s kartou (STARBUCKS) RED společnost posílá pět centů na fond globální podpory, který pomáhá lidem s virem HIV v zemích Afriky. Společnost také prodává kávu z deseti afrických zemí, a to z Burundi, Kamerunu, Konga, Etiopie, Keni, Malawi, Rwandy, Tanzanie, Ugandy a Zambie.

### New Orleans
V roce 2008, tři roky po hurikánu Katrina, společnost ohlásila start dobrovolnického programu v New Orleans. Podle neworleanského Centra ochrany budou dobrovolníci pracovat na domech, sázení stromů, zahrad, a na dalších projektech.

### SparkHope
V roce 2004 spustila organizace UNICEF Filipíny a společnost Starbucks program SparkHope, jehož účelem je poskytnout odpovídající péči o filipínské děti a jejich rozvoj v jednotlivých komunitách. Koutek v každé filipínské pobočce obsahuje darovou schránku a fotky dané komunity s informacemi o programu.

### Starbucks Foundation
Nadace společnosti Starbucks má nyní následující cíle: péče o mladé vůdce, podpora kávových a čajových komunit, přístup k čisté vodě, vzdělávání v Číně a obnova pobřeží Mexického zálivu.

### Komunita
Společnost vyvinula už několik komunitních projektů v místních pobočkách. V dubnu 2011 se dokonce zapojila do akce Globální měsíc služeb. Již založila přes 1 400 komunitních projektů, které využívají 60 tisíc dobrovolníků ze 30 zemí na čtyřech světadílech. Ve 30 dnech bylo napočítáno 156 tisíc hodin komunitních služeb a snaha vyprodukovala přibližně 3,3 milionu amerických dolarů. Společnost nabízí příležitosti k zapojení do dobrovolnických projektů na své internetové stránce a v komunitních kavárnách.

### Youth Action
Nadace společnosti Starbucks byla založena roku 1977 za účelem rozvoje dětské gramotnosti. Od té doby začala také poskytovat příspěvky pro mládežnické programy a rozvoj komunit. Příspěvky Youth Action podporují komunitní služby, které vymysleli mladí a které se soustředí na činnost mládeže. Návrhy nadace hodnotí hromadně každý rok. Programy jsou pak ohodnoceny příspěvky podle kvality a relevance. Společnost je partnerem s mnoha nadacemi nabízející podporu mládežnickým činnostem. V roce 2015 Starbucks plánují, že se do jejich programů zapojí 50 tisíc mladých lidí, kteří za rok přispějí dohromady milionem hodin služeb. V roce 2010 nadace oznámila růst o 2,8 procenta na více než 191 tisíc hodin, zároveň také dosáhla svého cíle v počtu zapojených, který dosáhl téměř 54 tisíc. Nadace v roce 2010 navíc poskytla hned sto příspěvků o celkové hodnotě 2,6 milionu dolarů.

### LEED
Společnost se soustředí na to, aby jejich pobočky byly ekologicky výhodné a v roce 2010 ukončila pilotní fázi programu LEED od Rady ekologických budov Spojených států amerických. Certifikát od rady dostalo deset poboček. Starbucks se snaží, aby jejich budovy šetřily energii, uchovávaly čistou vodu, snaží se také instalovat post-industriální materiály tam, kde to jde, o zlepšení výkonnosti světel, používání recyklovaných dlaždic, certifikovaných dřevěných produktů, pokud jsou k dispozici, a barev s malým množstvím těkavých organických chemikálií.

## Kritika a kontroverze

### Obchodní strategie

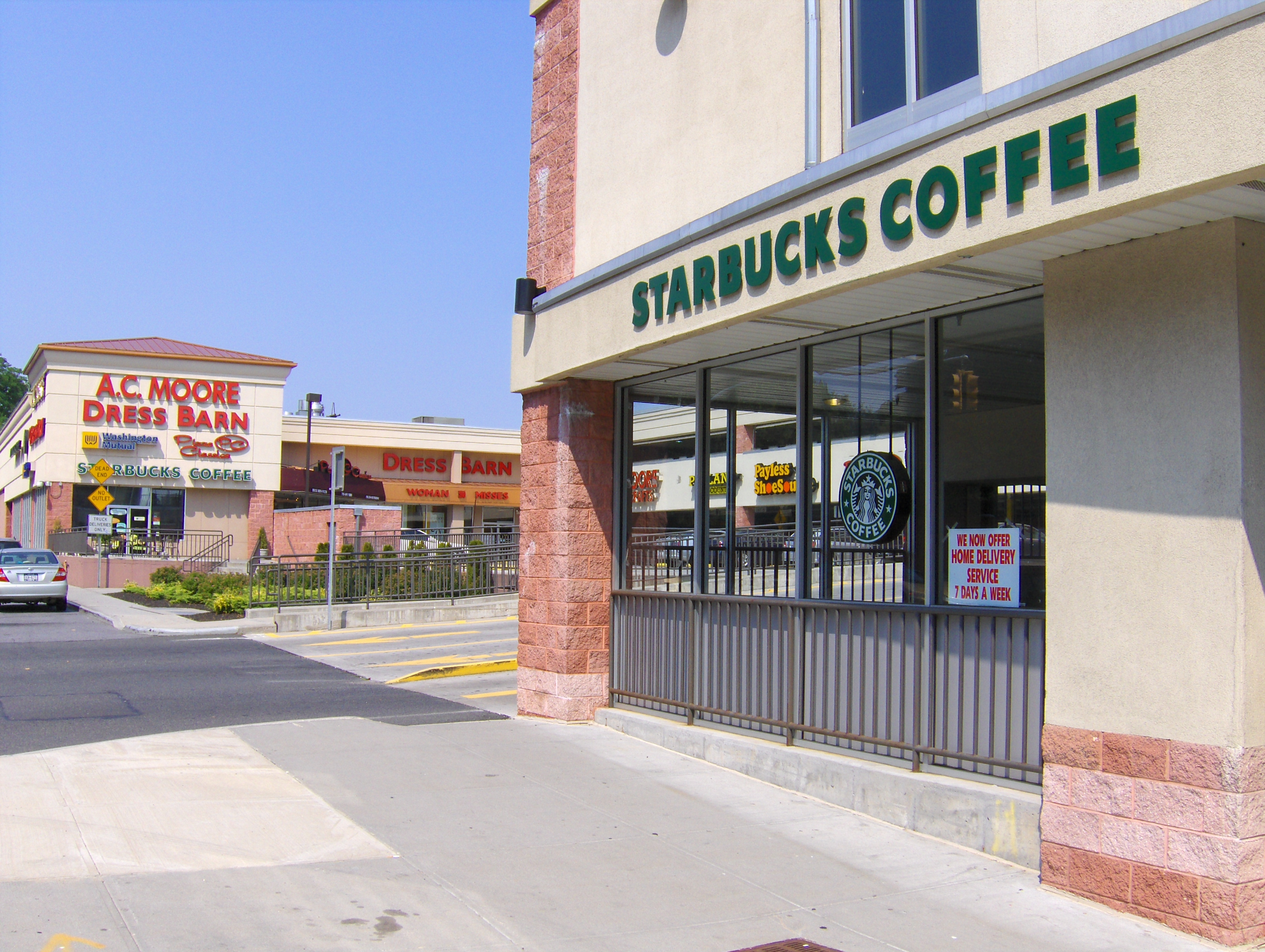
Dvě pobočky Starbucks na jednom nákupním náměstí, v Queens.

Některé z metod, které společnost použila k expanzi a k udržení své dominantní pozice na trhu, včetně vykupování nájmů konkurence, úmyslných ztrát a hromadění několika poboček na malém území, kritici označují jako monopolistické. Příkladem může být expanze do Spojeného království, kde společnost nejprve koupila Seattle Coffee Company a poté použila svůj kapitál a vliv k získání důležitějších lokalit, z nichž některé ztrácely peníze. Kritici tvrdí, že se jednalo o neférový pokus odlákat z oblasti menší, nezávislé konkurenty, kteří si nemohli dovolit platit velké nájmy za prémiové lokality. Na začátku nového tisíciletí společnost rozšířila svůj systém licencovaných obchodů, který může vyvolat iluzi dvou nebo více poboček Starbucks v jednom obchodním centru, kde jeden opravdu provozuje společnost Starbucks a ten druhý jiná společnost, která získala licenci. Nabídky v licencovaných pobočkách mohou být stejné i upravené.

### Stávky pracovníků
Pracovníci ze sedmi poboček Starbucks vstoupili do unie Mezinárodních pracovníků světa (IWW) jako Unie pracovníků Starbucks v roce 2004.
Od té doby tisková zpráva unie informovala o expanzi do Chicaga a Marylandu. V březnu 2006 dosáhla společnost a IWW, ve které bylo třem zaměstnancům Starbucks vyplaceno 2 tisíce dolarů a 2 vyhození dostali svou práci zpět. Podle unie pracovníků Starbucks v listopadu 2006 demonstrovali členové IWW v 50 městech v Austrálii, Kanadě, Německu, Spojeném království a v amerických městech, mezi která patřila New York, Chicago, Minneapolis a San Francisco proti vyhození pěti členů odboru a za jejich vrácení do pracovní pozice.
Někteří barmani společnosti v Kanadě, Austrálii, Spojených státech a na Novém Zélandu patří do různých odborů.
V roce 2005 společnost vyplatila osmi pracovníkům ve své pražírně v Kentu ve Washingtonu 165 tisíc amerických dolarů jako navrácení pokut, které jim byly uděleny za spolupráci s pracovnickou unií. V té době zastupovala těch osm zaměstnanců Mezinárodní unie provozních mechaniků.
V listopadu 2005 stávkovali zaměstnanci společnosti v novozélandském Aucklandu, kde stávku zorganizovala místní unie Unite Union. Stávkující bojovali za spolehlivou pracovní dobu, minimální plat 12 novozélandských dolarů za hodinu a zrušení mládežnických daní. V roce 2006 se společnost s odbory dohodla na zvýšení platů, větší spolehlivosti pracovní doby a snížení mládežnických daní.
V březnu 2008 musela společnost vyplatit baristům více než 100 milionů dolarů po kalifornském soudním procesu, který začali baristé prohlašující, že přidávání části spropitného dozorcům šichty je proti státnímu pracovnímu zákoníku. Podobný případ začal i osmnáctiletý barista z massachusettského Chestnut Hillu, který se obrátil na státní právo s tím, že ani manažeři nemají právo na část spropitného. Další podobný soudní proces vznikl v březnu 2008 v Minnesotě.

### Otevření bez povolení
Několik místních úřadů ve Spojeném království obvinilo společnost z otevření pobočky v obchodní budově bez povolení u plánovací komise k tomu, aby mohl být nebytový prostor změněn na restauraci. Společnost oponovala tím, že „v nynějším zákonu není přesná definice pro kavárnu, a proto různé městské úřady reagují na otevření různými způsoby. Některé kavárny jsou provozovány pod povolením A1, některé pod A1/A3 a některé pod A3.“
V květnu 2008 byla dokončena pobočka Starbucks na St. James's Street na východě Brightonu, přestože nedostala povolení od místního plánovacího úřadu, který tvrdil, že na ulici je už příliš mnoho kaváren. Společnost se hájila tím, že otevírá maloobchod, který bude prodávat balenou kávu, hrnky a sendviče, čímž získala šestiměsíční lhůtu, kterou městská rada povolila pouze pod podmínkou, že odstraní všechny stoly z pobočky, aby odpovídala plánovacím regulím pro maloobchod. 2 500 obyvatel města dokonce podepsalo petici proti zdejší pobočce, po veřejném průzkumu v červnu 2009 ale vládní inspektor povolil obchodu další existenci.
Pobočka v Hertfordu se úspěšně odvolala v dubnu 2009 více než rok po otevření bez povolení. Bez povolení byly také otevřeny dvě pobočky v Edinburghu, jedna v Manchesteru, další v Cardiffu a jedna v Pinneru, na severozápadě Londýna. Ta se úspěšně odvolala roku 2010, poté co v roce 2007 zahájila svůj provoz. Další pobočka, v londýnském Blackheathu, byla otevřena v roce 2002 s povolením pouze pro čtyři místa k sezení a, a tak byla také vyšetřována. Mezi místními ale panoval odpor vůči jakémukoli velkému řetězci, který byl otevřen v tomto historickém obvodu. Nyní, osm let po soudním řízení, pobočka stále existuje jako stánek s jídlem.

### Násilí proti Starbucks ve světě.
12. ledna 2009 byla pobočka Starbucks na londýnské Whitechapel Road cílem vandalismu pro-palestinských demonstrantů, kteří rozbili okna a po střetu s policií vytrhávali vybavení pobočky. V brzkých hodinách následujícího rána byla do budovy vhozena provizorní bomba, která způsobila další poškození.
O pět dní později se konal na londýnském Trafalgar Square progazský protest konaný koalicí Stop the War. Po pochodu dvě skupiny lidí, z nichž někteří měli schované tváře, zničily a vyplenily dvě pobočky Starbucks, jednu na Piccadilly a jednu na Shaftesbury Avenue. Přestože si obě pobočky vyžádaly větší ochranu od policie, Scotland Yard tvrdil, že nemohl demonstranty zastavit.

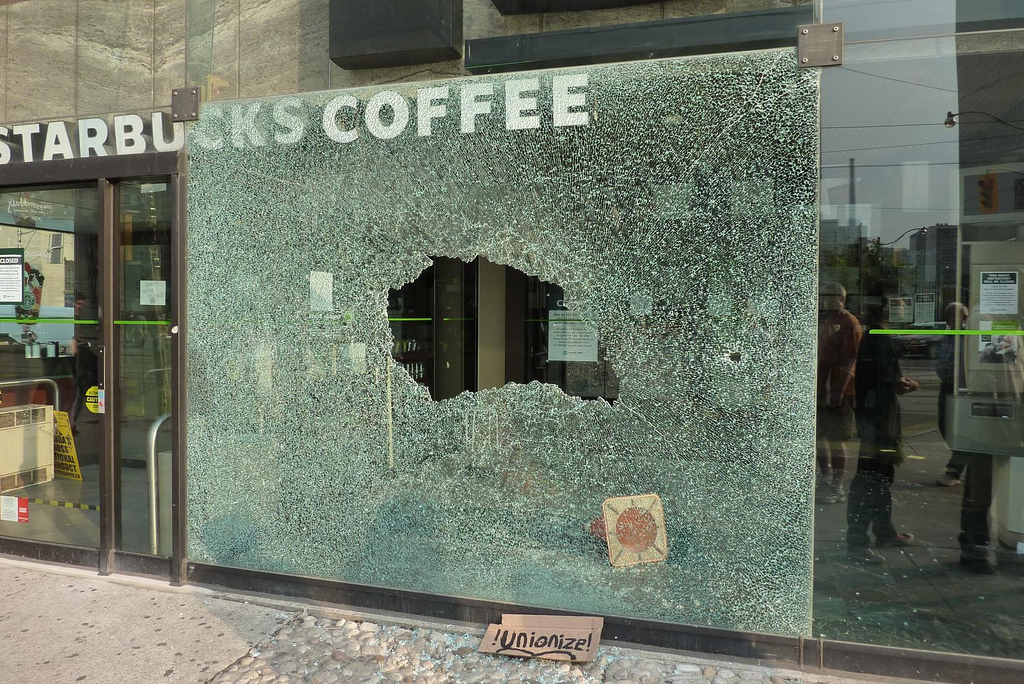
Vysklená pobočka v kanadském Torontu.

26. června 2010 byla zničena okna jednoho obchodu Starbucks při protestech proti Summitu G-20 v kanadském Torontu. Stejně jako okolní budovy, i kavárna byla zničena skupinou zvanou Black Bloc. Jeden z jejích pravděpodobných členů řekl rozhlasové stanici CBC, že důvodem byla podpora izraelské armády, kterou společnost vykazuje.
Dne 29. 3. 2012 byla vypálená pobočka Starbucks v centru Barcelony během probíhající generální stávky. Na kavárnu zaútočili mladí, převážně levicoví demonstranti tyčemi a zápalnými lahvemi. Pobočka kompletně vyhořela.

### „The Way I See It“
Od roku 2005 probíhá kampaň s názvem „The Way I See It“ (jak to vidím já), jejíž částí jsou citace umělců a vědců na šálcích kávy. Kontroverze vyvolali spisovatel Armistead Maupin a vědec Jonathan Wells, jejichž citace spojovali darwinismus s eugenikou, potraty a rasismem. Na šálky poté bylo přidáno odmítnutí, že se jedná o názory společnosti.

### Virální email od amerických vojenských sil
Seržant americké námořní pěchoty v srpnu 2004 poslal deseti ze svých přátel, že Starbucks přestali pěchotě vydávat dotace na kávu, protože nepodporuje válku v Iráku. Z emailu se stal hoax, který obdrželo několik desítek milionů lidí. Jak původce emailu, tak společnost poté vydali prohlášení o mylnosti, viceprezidentka globálních komunikací Valerie O'Neil ale tvrdí, že ji email přichází stále každých několik týdnů.

### Kvalita kávy
Číslo magazínu Consumer Reports z března 2007, které se zabývalo americkými řetězci rychlého občerstvení, vydalo žebříček káv, který vyhrál řetězec McDonald's, jehož káva Premium Roast byla zvolena nejlepší a nejlevnější, čímž porazila jak Starbucks, tak Burger King a Dunkin' Donuts. Časopis ohodnotil kávu od Starbucks tak, že je „silná, ale připálená a dost ostrá, aby vaše oči místo otevření zvlhčila“.

### Plýtvání vodou
Britský deník The Sun počátkem října 2008 uvedl, že řetězec Starbucks plýtvá denně miliony litrů vody, protože nechává ve svých prodejnách stále téci vodu. Deník spočítal, že v asi 10 tisících kavárnách zbytečně 23,4 milionů litrů vody denně odteče.
Deník The Guardian spočítal, že firmou vyplýtvaná voda by každý den napojila dva miliony obyvatel Namibie trpící suchem. Podle vedení firmy teče voda v kavárnách nepřetržitě údajně proto, aby se v trubkách neusazovaly bakterie. Experti vodárenských společností však označili zdůvodnění této „bizarní praxe“ za nesmysl.

## Hudba, filmy, televize
- Hlavní článek: Hear Music

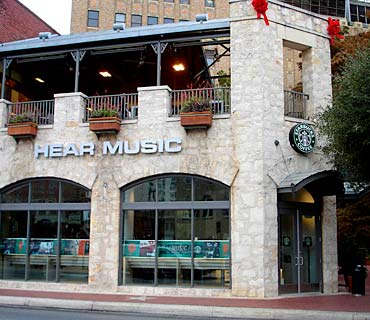
Pobočka Starbucks/Hear Music v San Antoniu.

Hear Music je značka odvětví společnosti, které se zabývá prodejem hudby. Jako katalogová společnost začala svou činnost roku 1990 a později přidala několik kamenných obchodů v San Francisco Bay Area. V roce 1999 ji koupila společnost Starbucks, která o tři roky jejím prostřednictvím vydala operové album s umělci, jako byl Luciano Pavarotti. V březnu 2007 vydala album Memory Almost Full od Paula McCartneyho, který se tak stal prvním umělcem, se kterým podepsala smlouvu na prodávání alb v pobočkách Starbucks.
V roce 2006 založili Starbucks společnost Starbucks Entertainment, která se ve stejném roce podílela na produkci filmu Akeelah, kterému dělala v kavárnách reklamu před vydáním na DVD.

### Spolupráce s Applem
Starbucks spolupracují s firmou Apple na prodávání hudby v kavárnách. V říjnu 2006 Apple zařadil do internetového obchodu iTunes Store kategorii Starbucks Entertainment, kde prodává hudbu, která se hraje v kavárnách Starbucks. V září 2007 Apple oznámil, že na amerických pobočkách Starbucks budou zákazníci moci navštívit internetový obchod iTunes bez přihlášení k bezdrátové síti, čímž se zaměřuje na uživatele přístrojů iPhone, iPod Touch a MacBook. Webová stránka automaticky rozezná song, který právě hraje, nebo hrál před chvílí, a dá zákazníkům příležitost stáhnout si ho. V některých kavárnách je LCD displej se jménem songu, který právě hraje, jeho interpreta a alba, ze kterého pochází. LCD displeje společnost zavedla v letech 2007 a 2008 v Seattlu, New York City a San Francisco Bay Area. V roce 2007 společnost vydala 37 songů ke stažení zdarma při příležitosti reklamní kampaně „Song of the Day“, tedy song dne. Společnost svým zákazníkům nabízí také kartu „Pick of the Week“, tedy výběr týdne, která umožňuje volné stažení songů nebo aplikací z App Storu.

### Spolupráce s MSNBC
Od 1. června 2009 spolupracují Starbucks a televizní stanice MSNBC, co se pořadu ranních zpráv Morning Joe, jehož logo nyní obsahuje logo Starbucks a pořad je navíc představen jako „brewed by Starbucks“, tedy „(uvařený) od Starbucks“. Přestože hosté pořadu už předtím pili kávu od Starbucks, společnost ještě neměla zaplacenou reklamu. Tah vyvolal rozporuplné reakce od rivalních televizních stanicí, které tvrdily, že se sice jedná o chytrý obchodní tah, ale také o porušení žurnalistických standardů.

## Velikosti hrníčků
- Demi – 89 ml, malé espresso
- Short – 237 ml, menší ze dvou původních velikostí
- Tall – 355 ml, větší ze dvou původních velikostí
- Grande – 473 ml
- Venti – 592 ml
- Trenta – 917 ml (pouze pro severoamerický trh)